# 山口仙之助
山口 仙之助（やまぐち せんのすけ、嘉永4年5月5日（1851年6月4日） - 大正4年（1915年）3月25日）は、富士屋ホテル創業者。

## 経歴
漢方医を家業とする大浪昌随の五男として武蔵国橘樹郡大根村（現神奈川県横浜市神奈川区青木町）に生まれる。外国人向け遊廓「神風楼」の経営者・山口粂蔵の養子となり、江戸・浅草の小幡漢学塾で学んだ後、維新の際に横浜に出て商業を研究。明治4年（1871年）に渡米し、生活難のため皿洗いに従事して牛を購入して持ち帰り、牧畜業を志したが、内務省駒場勧業寮（後の駒場農学校）に牛を売り払い、意志を翻して慶應義塾（現・慶應義塾大学）に入った。明治11年（1878年）に卒業。
明治5年（1872年）に滋賀県大津に西洋旅館「開化楼」が開業し、外国人誘客に動いた例や、明治6年（1873年）に栃木県日光で外国人向け民宿「金谷カッテージ・イン」（現・日光金谷ホテル）が開業した例があるが、外国人客専門のリゾートホテルが無いことに着目し、卒業した年に、箱根宮ノ下の老舗旅館「藤屋旅館」を改築して「富士屋ホテル」を開業した。名称は富士山を眺望できる場所にあることに由来する。
明治16年（1883年）の火災によりホテルが全焼したが、鍋島直大侯爵などの借入金により客室その他の整備を行う。明治24年（1891年）には渓谷の水流を利用して自家用電燈を燈火、これは関東における電燈使用の嚆矢となった。温泉村の村長となり、続いて塔之沢・宮ノ下間の三道を自力で開墾して道路を整備（現在の国道1号）。明治37年（1904年）には水力電気事業を開始し、宮ノ下水力電気所を設置。数々の公共事業に関わる傍ら、大日本ホテル業同盟会を結成した。
岩崎弥之助や古河市兵衛が宿泊に来ても外貨を稼ぐために創立したホテルゆえ泊まらせないということをした奇士であった。大正3年（1914年）3月、仙之助は病気のため社長を辞任し、後任社長には長男脩一郎、専務取締役に山口正造を充てた。